# 신법 지평일구 (보물 제840호)
신법 지평일구(新法 地平日晷)란 새로운 서양의 역법에 의해 만들어진 평면 해시계란 뜻이다.
한국에는 앙부일구를 비롯한 고유의 해시계가 사용되고 있었으나, 조선 후기인 17세기 이후에 중국을 통하여 서양식 해시계가 도입되면서 기존의 해시계와는 다른 모양의 것들이 만들어진다. 이런 새로운 변화의 표지유물이 바로 신법지평일구이다.

## 일반적인 특징
신법지평일구는 이전의 오목 해시계인 앙부일구의 곡면상의 시각선과 계절선을 전개하여 평면상으로 옮긴 것이다. 원추곡선에 대한 해석기하학적 지식이 발전하여, 눈금선이 쌍곡선인 계절선과 부등 간격의 반직선인 시간선을 정확히 작도(作圖)할 수 있게 됨으로써 평면에 시간선과 계절선을 표시하게 된 발전된 형식이라 할 수 있다.

## 유물
현재 신법지평일구는 2기가 있는데, 인조 14년에 명나라의 이천경(李天經)이 만든 것을 '숭정9년명신법지평일구(崇禎九年銘新法地平日晷)'라 이름하여 보물 제839호로 지정하였고, 본 유물은 그냥 '신법지평일구'라 명명되어 있고 비교적 작은 편이다. 이 유물은 일제강점기 때 창경궁 박물관으로 옮겨졌고 광복 후 창경궁 명정전 뒤에 보관되었다가, 다시 세종대왕기념관으로 옮겨졌으며 현재는 궁중유물박물관을 거쳐 국립고궁박물관에 보관되고 있다.

### 특징
시반면은 잘 연마된 평면으로 되어 있는데, 그 위에 13개의 쌍곡선으로 표시된 계절선과 1시간(4각) 10°간격의 방사직각으로 시간을 나타내는 시각선이 있다. 시반의 중심에는 막대를 세워 시각에 따른 그림자의 변화를 통하여 시간과 절기를 알 수 있었는데, 현재 시표는 없다. 측면에 '漢陽北極出地三十七度三十九分(한양북극출지37도39분)'라 하여 한양의 위도가 37도 39분이라고 써놓았다. 이를 통하여 이 유물이 조선에서 제작된 것임을 알 수 있을 뿐만 아니라, 숙종 39년(1713년)에 청(淸)나라 사신 목극등(穆克登) 일행이 측정한 값 37°39´15˝를 줄여서 쓴 것으로 판단된다.